# 스티븐 페트라넥
스티븐 페트라넥(Stephen Petrank)은 미국의 작가이자 Breakthrough Technology Alert의 편집자다. 그는 과학 잡지 디스커버(Discover)와 워싱턴 포스트(Washington Post)를 편집했다. 그는 타임(Time Inc.)의 디스 올드 하우스(This Old House) 잡지의 창간 편집장이었고, 라이프(Life) 잡지의 과학 선임 편집장이었다.
1. ↑  “About TED Books”. TED. 2016년 7월 29일에 확인함.
2. ↑  Lewin, Sarah (2015년 8월 31일). “'How We'll Live on Mars': Q&A with Author Stephen Petranek”. 《Space.com》. 2016년 7월 29일에 확인함.